# Kwantumstip

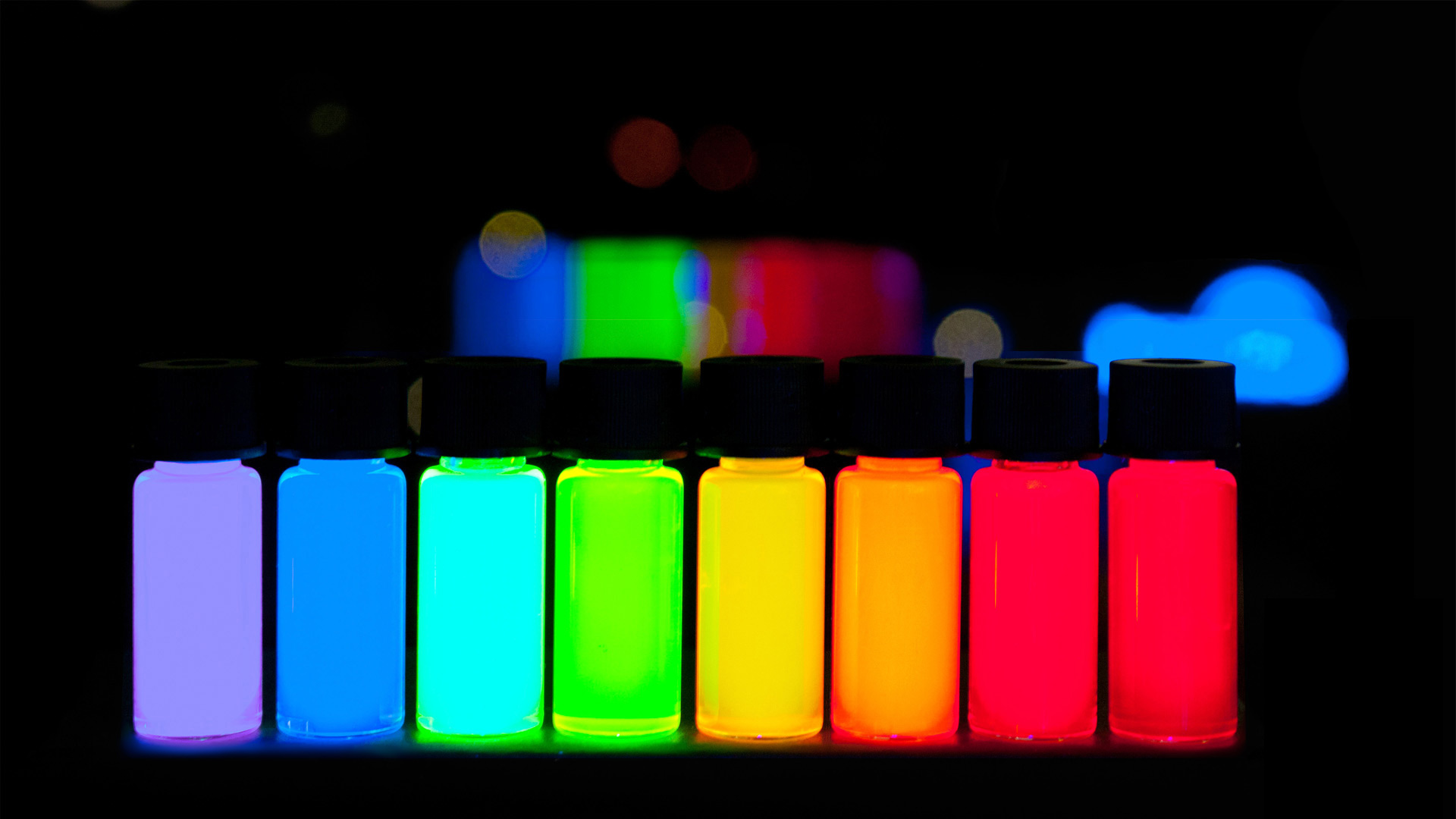
kwantumstippen met geleidelijk toenemende emissie van violet naar dieprood

Een kwantumstip of kwantumdot (Engels: quantum dot, QD) is een halfgeleiderkristal enkele nanometers in omvang, met optische en elektronische eigenschappen die afwijkend zijn van grotere deeltjes als gevolg van de kwantummechanica. Ze zijn een centraal onderzoeksgebied in de nanotechnologie.

## Principe
Wanneer een kwantumstip wordt beschenen door ultraviolet licht kan een elektron in de kwantumstip aangeslagen worden naar een hoger energieniveau. Bij een halfgeleiderkwantumstip zal het aangeslagen elektron zich verplaatsen van de valentieband naar de geleidingsband. Er blijft dan een zogenaamd gat achter. Het gat in de valentieband en het elektron in de geleidingsband kunnen bewegen en dit zorgt voor geleiding. Een elektron en een gat trekken elkaar aan en vormen samen een exciton. Wanneer het aangeslagen elektron weer terugvalt naar de valentieband, en dus recombineert met het gat, zal het zijn energie vrijgeven in de vorm van het uitzenden van licht (fotoluminescentie). De kleur van dit licht is afhankelijk van de bandgap, het energieverschil tussen de geleidings- en valentieband.
Verschillende kleuren kunnen verkregen worden door het verkleinen of vergroten van de kwantumstip. De reden is dat kleinere kristallen hun elektronen steviger vasthouden, zodat er meer energie benodigd is om ze op te laden. Omdat de frequentie van het uitgezonden licht evenredig is met de energie die erin wordt gestopt, zenden kleinere kwantumstippen (2-3 nm) licht uit met een kortere golflengte (blauwer licht) dan grotere kwantumstippen (5-6 nm, rood/amber licht). De specifieke kleur varieert afhankelijk van de exacte samenstelling van de kwantumstip.

## Geschiedenis
Kwantumstippen werden begin jaren tachtig ontdekt door de Russische natuurkundige Alexei Ekimov, destijds verbonden aan het Vavilov State Optical Institute. In glas waarin halfgeleidend materiaal was verwerkt ontdekte hij kleine kristallen die verschillende kleuren gaven. In dezelfde periode werden kwantumstippen ook ontdekt door de Amerikaanse scheikundige Louis E. Brus, ditmaal in een colloïdaal mengsel. In dit mengsel, waarin kleine deeltjes van de ene stof zijn opgelost tussen deeltjes van een andere stof, nam Brus waar dat frequentie (en dus de kleur) van het licht veranderde met de tijd. De term kwantumstip werd in 1986 voorgesteld. Verder praktisch onderzoek werd verricht door de Amerikaan Moungi G. Bawendi. In 2023 wonnen Jekimov, Brus en Bawendi de Nobelprijs voor Scheikunde voor hun onderzoeken naar kwantumstippen.

## Toepassing
De kwantumstip heeft een aantal praktische toepassingen. Kwantumstippen worden onder andere gebruikt als lichtgevende dioden (QD-leds) in displays, celkleuring voor life-science observatie en inkten die oplichten in een bepaalde kleur wanneer beschenen met UV-licht. Ook worden ze gebruikt in alledaagse toepassingen, zoals lichtbronnen in gebouwen en als verlichting in flatscreen-beeldschermen. Dankzij kwantumstippen kunnen veel zuiverdere kleuren worden verkregen, waarmee de beeldkwaliteit wordt verhoogd.